# Cemil Topuzlu
Cemil Topuzlu ou Djemil Pacha (prononcé [ d͡ʒɛ.mil to.puz.'lu], né le 18 mars 1868 et mort le 25 janvier 1958, est un chirurgien et homme politique ottoman puis turc. Maire de Constantinople et ministre des Travaux publics pendant la période ottomane, il est notamment connu pour avoir activement soutenu la création des premières institutions théâtrales en Turquie.